# C'è un sentiero nel cielo
C'è un sentiero nel cielo è un film del 1957 di Marino Girolami.